# جیمی سیمپسون
جیمز ریموند «جیمی» سیمپسون (به انگلیسی: James Raymond "Jimmi" Simpson) (زاده ۲۱ نوامبر ۱۹۷۵) بازیگر اهل ایالات متحده آمریکا است که بیشتر برای بازی در سریال‌های فیلادلفیا همیشه آفتابی است، برنامه آخر وقت با دیوید لترمن، غیب‌گو، پادشاهان فرار، خانه پوشالی، وست‌ورلد و آینه سیاه شناخته می‌شود. سیمپسون هم‌چنین در فیلم‌های هربی پرواز می‌کند (۲۰۰۵)، زودیاک (۲۰۰۷)، اختراع دروغ (۲۰۰۹)، شب قرار (۲۰۱۰)، آبراهام لینکلن: شکارچی خون‌آشام (۲۰۱۲)، سقوط کاخ سفید (۲۰۱۳) و زیر دریاچه نقره‌ای (۲۰۱۸) نقش داشته است. او تا کنون یک‌بار نامزد جایزه‌های امی و بفتا شده است.

## فیلم‌شناسی

### فیلم
| سال  | عنوان                          | نقش           | یادداشت |
| ---- | ------------------------------ | ------------- | ------- |
| ۲۰۰۰ | بازنده                         |               |         |
| ۲۰۰۴ | دی.ئی.بی.اس.                   | کلاه‌بردار     |         |
| ۲۰۰۵ | هربی پرواز می‌کند               | کراش          |         |
| ۲۰۰۶ | زنده بمان                      | فینیس         |         |
| ۲۰۰۷ | سرافیم فالز                    | برادر بزرگ    |         |
| ۲۰۰۷ | زودیاک                         | مایک          |         |
| ۲۰۰۹ | اختراع دروغ                    | باب           |         |
| ۲۰۰۹ | گرفتن شانس                     |               |         |
| ۲۰۱۰ | شب قرار                        | آرمسترانگ گلد |         |
| ۲۰۱۱ | انفجار بزرگ                    | نیلز          |         |
| ۲۰۱۲ | آبراهام لینکلن: شکارچی خون‌آشام | یزوا          |         |
| ۲۰۱۳ | سقوط کاخ سفید                  | اسکیپ تایلر   |         |
| ۲۰۱۸ | زیر دریاچه نقره‌ای              | آلن           |         |
| ۲۰۲۰ | نامتعادل                       | اندی          |         |
| ۲۰۲۱ | مشروح اخبار در یوبا کانتی      | پتی           |         |
| ۲۰۲۱ | جاده ابریشم                    | کریس          |         |

### تلویزیون
| سال       | عنوان                         | نقش     | یادداشت                                             |
| --------- | ----------------------------- | ------- | --------------------------------------------------- |
| ۲۰۰۲      | ۲۴                            | کریس    | ۳ قسمت                                              |
| ۲۰۰۳      | پرونده سرد                    | رایان   | قسمت: "مردم کلیسا"                                  |
| ۲۰۰۳      | کارنیوال                      | لی      | ۲ قسمت                                              |
| ۲۰۱۳–۲۰۰۵ | فیلادلفیا همیشه آفتابی است    | لیام    | ۷ قسمت                                              |
| ۲۰۰۶      | نام من ارل است                | دیوید   | ۲ قسمت                                              |
| ۲۰۰۹–۲۰۰۸ | برنامه آخر وقت با دیوید لترمن | کارآموز | ۱۵ قسمت                                             |
| ۲۰۰۹      | دکتر هاوس                     | دنیل    | قسمت: "بی‌وفا"                                       |
| ۲۰۱۳–۲۰۰۹ | غیب‌گو                         | مری     | ۵ قسمت                                              |
| ۲۰۱۱      | آشنایی با مادر                | پیت     | قسمت: "حقیقت محض"                                   |
| ۲۰۱۱      | پادشاهان فرار                 | لوید    | ۲۳ قسمت                                             |
| ۲۰۱۶–۲۰۱۳ | مظنون                         | لوگان   | ۲ قسمت                                              |
| ۲۰۱۴      | اتاق خبر                      | جک      | ۳ قسمت                                              |
| ۲۰۱۵–۲۰۱۴ | خانه پوشالی                   | گاوین   | ۱۷ قسمت                                             |
| ۲۰۱۶      | این ما هستیم                  | اندی    | قسمت: "کریسمس گذشته"                                |
| ۲۰۲۰–۲۰۱۶ | وست‌ورلد                       | ویلیام  | نقش اصلی (فصل ۱) نقش مکمل (فصل ۲) نقش مهمان (فصل ۳) |
| ۲۰۱۷      | آیینه سیاه                    | جیمز    | قسمت: "یواس‌اس کالیستر"                              |
| ۲۰۲۰      | منطقه نیمه‌روشن                | فیل     | قسمت: "حد وسط را گرفتن"                             |
| ۲۰۲۰      | مخالفان خورشیدی               | ایتهان  | ۱ قسمت                                              |

## جوایز
| سال  | جایزه                     | دسته‌بندی                                     | کار             | نتیجه    |
| ---- | ------------------------- | -------------------------------------------- | --------------- | -------- |
| ۲۰۰۸ | جایزه جهانی تئاتر         | جایزه جهانی تئاتر                            | ابتکار فرانزورث | پیروز    |
| ۲۰۱۵ | جایزه انجمن بازیگران فیلم | بهترین اجرای گروه بازیگران در مجموعه درام    | خانه پوشالی     | نامزدشده |
| ۲۰۱۶ | جایزه انجمن بازیگران فیلم | بهترین اجرای گروه بازیگران در مجموعه درام    | خانه پوشالی     | نامزدشده |
| ۲۰۱۷ | جایزه انجمن بازیگران فیلم | بهترین اجرای گروه بازیگران در مجموعه درام    | وست‌ورلد         | نامزدشده |
| ۲۰۱۸ | بفتا                      | بهترین بازیگر نقش مکمل مرد                   | آیینه سیاه      | نامزدشده |
| ۲۰۱۸ | جایزه امی ساعات پربیننده  | بهترین بازیگر مهمان در مجموعه تلویزیونی درام | وست‌ورلد         | نامزدشده |